# Palmarès et statistiques de Lleyton Hewitt
Cet article traite des différents résultats (palmarès et statistiques) obtenus par Lleyton Hewitt, joueur de tennis Australien, jusqu'au 14 décembre 2015 inclus.

## Palmarès
| Année                     | 1997     | 1998     | 1999     | 2000  | 2001     | 2002     | 2003     | 2004  | 2005     | 2006     | 2007     | 2008  | 2009     | 2010     | 2011     | 2012  | 2013     | 2014     | 2015     | 2016  | V-D en carrière | % Victoire |
| ------------------------- | -------- | -------- | -------- | ----- | -------- | -------- | -------- | ----- | -------- | -------- | -------- | ----- | -------- | -------- | -------- | ----- | -------- | -------- | -------- | ----- | --------------- | ---------- |
| Grand Chelem              |          |          |          |       |          |          |          |       |          |          |          |       |          |          |          |       |          |          |          |       |                 |            |
| Open d'Australie          | 1T       | 1T       | 2T       | HF    | 3T       | 1T       | HF       | HF    | F        | 2T       | 3T       | HF    | 1T       | HF       | 1T       | HF    | 1T       | 1T       | 2T       | 2T    | 32-20           | 62 %       |
| Roland-Garros             | NQ       | NQ       | 1T       | HF    | QF       | HF       | 3T       | QF    | A        | HF       | HF       | 3T    | 3T       | 3T       | A        | 1T    | 1T       | 1T       | A        |       | 28-14           | 67 %       |
| Wimbledon                 | NQ       | NQ       | 3T       | 1T    | HF       | V        | 1T       | QF    | DF       | QF       | HF       | HF    | QF       | HF       | 2T       | 1T    | 2T       | 2T       | 1T       |       | 41-16           | 72 %       |
| US Open                   | NQ       | NQ       | 3T       | DF    | V        | DF       | QF       | F     | DF       | QF       | 2T       | A     | 3T       | 1T       | A        | 3T    | HF       | 1T       | 2T       |       | 47-14           | 77 %       |
| Ratio TP                  | 0 / 1    | 0 / 1    | 0 / 4    | 0 / 4 | 1 / 4    | 1 / 4    | 0 / 4    | 0 / 4 | 0 / 3    | 0 / 4    | 0 / 4    | 0 / 3 | 0 / 4    | 0 / 4    | 0 / 2    | 0 / 4 | 0 / 4    | 0 / 4    | 0 / 3    | 0 / 1 | 2 / 66          |            |
| Total Grand Chelem VD     | 0-1      | 0-1      | 5-4      | 11-4  | 16-3     | 15-3     | 9-4      | 17-4  | 16-3     | 12-4     | 9-4      | 8-3   | 8-4      | 8-4      | 1-2      | 5-4   | 4-4      | 1-4      | 2-3      | 1-1   | 148-64          | 70 %       |
| Masters                   |          |          |          |       |          |          |          |       |          |          |          |       |          |          |          |       |          |          |          |       |                 |            |
| Masters Cup               | NQ       | NQ       | NQ       | RR    | V        | V        | NQ       | F     | A        | NQ       | NQ       | NQ    | NQ       | NQ       | NQ       | NQ    | NQ       | NQ       | NQ       | NQ    | 13-5            | 72 %       |
| Représentation nationale  |          |          |          |       |          |          |          |       |          |          |          |       |          |          |          |       |          |          |          |       |                 |            |
| Jeux Olympiques           | Non tenu | Non tenu | Non tenu | 1T    | Non tenu | Non tenu | Non tenu | A     | Non tenu | Non tenu | Non tenu | 2T    | Non tenu | Non tenu | Non tenu | 3T    | Non tenu | Non tenu | Non tenu |       | 3-3             | 50 %       |
| Coupe Davis               | A        | A        | V        | F     | F        | 1T       | V        | 1T    | QF       | DF       | 1T       | PO    | PO       | PO       | PO       | PO    | PO       | 1T       | DF       |       | 42-14           | 75 %       |
| Statistiques en carrière  |          |          |          |       |          |          |          |       |          |          |          |       |          |          |          |       |          |          |          |       |                 |            |
| Tournois joués            | 1        | 10       | 19       | 19    | 21       | 20       | 12       | 19    | 10       | 16       | 14       | 11    | 21       | 11       | 9        | 12    | 18       | 17       | 9        | 1     | 270             | 270        |
| Titres                    | 0        | 1        | 1        | 4     | 6        | 5        | 2        | 4     | 1        | 1        | 1        | 0     | 1        | 1        | 0        | 0     | 0        | 2        | 0        | 0     | 30              | 30         |
| Finales                   | 0        | 1        | 4        | 5     | 6        | 7        | 3        | 7     | 3        | 3        | 1        | 0     | 1        | 1        | 0        | 1     | 1        | 2        | 0        | 0     | 46              | 46         |
| Total Victoires-Défaites  | 0-1      | 10-9     | 44-20    | 61-19 | 80-18    | 61-15    | 37-10    | 68-18 | 37-9     | 33-15    | 35-16    | 20-11 | 34-20    | 22-12    | 9-11     | 16-14 | 24-18    | 20-16    | 4-9      | 1-1   | 616-262         | 616-262    |
| % de victoires            | 0 %      | 53 %     | 69 %     | 76 %  | 82 %     | 80 %     | 79 %     | 79 %  | 80 %     | 69 %     | 69 %     | 65 %  | 63 %     | 65 %     | 45 %     | 53 %  | 57 %     | 55 %     | 31 %     | 50 %  | 70,2 %          | 70,2 %     |
| Classement en fin d'année | -        | 113      | 22       | 7     | 1        | 1        | 17       | 3     | 4        | 20       | 21       | 67    | 22       | 54       | 187      | 82    | 61       | 50       | 305      | -     |                 |            |

A - absent ou forfait du tournoi.

NQ - non qualifié.

1T, 2T, 3T - premier, deuxième et troisième tour; HF - huitièmes de finale ; QF - quarts de finale ; DF - demi-finale ; F - finale ; V - vainqueur.

NMS - tournoi n'étant ni un ATP Masters Series 1000 ni un ATP Masters Series.

PO - Play off.

### En simple messieurs
| 30 titres en simple | 2 G. Chelem | 2 G. Chelem | 2 G. Chelem | 2 G. Chelem | 2 Masters  | 2 Masters  | 2 Masters   | 2 Masters   | 2 Masters 1000 | 2 Masters 1000 | 2 Masters 1000 | 2 Masters 1000 | 2 ATP 500          | 2 ATP 500          | 2 ATP 500          | 2 ATP 500          | 22 ATP 250         | 22 ATP 250         | 22 ATP 250     | 22 ATP 250     | 0 JO           | 0 JO           | 0 JO           | 0 JO           |
| 30 titres en simple | 20 sur dur  | 20 sur dur  | 20 sur dur  | 20 sur dur  | 20 sur dur | 20 sur dur | 8 sur gazon | 8 sur gazon | 8 sur gazon    | 8 sur gazon    | 8 sur gazon    | 8 sur gazon    | 2 sur terre battue | 2 sur terre battue | 2 sur terre battue | 2 sur terre battue | 2 sur terre battue | 2 sur terre battue | 0 sur moquette | 0 sur moquette | 0 sur moquette | 0 sur moquette | 0 sur moquette | 0 sur moquette |

## Parcours dans les tournois duGrand Chelem

### En simple
| Année | Open d'Australie | Open d'Australie | Internationaux de France | Internationaux de France | Wimbledon       | Wimbledon        | US Open         | US Open         |
| ----- | ---------------- | ---------------- | ------------------------ | ------------------------ | --------------- | ---------------- | --------------- | --------------- |
| 1997  | 1er tour (1/64)  | Sergi Bruguera   | —                        | —                        | —               | —                | —               | —               |
| 1998  | 1er tour (1/64)  | Daniel Vacek     | —                        | —                        | —               | —                | —               | —               |
| 1999  | 2e tour (1/32)   | Tommy Haas       | 1er tour (1/64)          | Martín Rodríguez         | 3e tour (1/16)  | Boris Becker     | 3e tour (1/16)  | Andreï Medvedev |
| 2000  | 1/8 de finale    | Magnus Norman    | 1/8 de finale            | Albert Costa             | 1er tour (1/64) | J.-M. Gambill    | 1/2 finale      | Pete Sampras    |
| 2001  | 3e tour (1/16)   | Carlos Moyà      | 1/4 de finale            | J. C. Ferrero            | 1/8 de finale   | Nicolas Escudé   | Victoire        | Pete Sampras    |
| 2002  | 1er tour (1/64)  | Alberto Martín   | 1/8 de finale            | Guillermo Cañas          | Victoire        | David Nalbandian | 1/2 finale      | Andre Agassi    |
| 2003  | 1/8 de finale    | Y. El Aynaoui    | 3e tour (1/16)           | Tommy Robredo            | 1er tour (1/64) | Ivo Karlović     | 1/4 de finale   | J. C. Ferrero   |
| 2004  | 1/8 de finale    | Roger Federer    | 1/4 de finale            | Gastón Gaudio            | 1/4 de finale   | Roger Federer    | Finale          | Roger Federer   |
| 2005  | Finale           | Marat Safin      | —                        | —                        | 1/2 finale      | Roger Federer    | 1/2 finale      | Roger Federer   |
| 2006  | 2e tour (1/32)   | J. I. Chela      | 1/8 de finale            | Rafael Nadal             | 1/4 de finale   | Márcos Baghdatís | 1/4 de finale   | Andy Roddick    |
| 2007  | 3e tour (1/16)   | F. González      | 1/8 de finale            | Rafael Nadal             | 1/8 de finale   | Novak Djokovic   | 2e tour (1/32)  | Agustín Calleri |
| 2008  | 1/8 de finale    | Novak Djokovic   | 3e tour (1/16)           | David Ferrer             | 1/8 de finale   | Roger Federer    | —               | —               |
| 2009  | 1er tour (1/64)  | F. González      | 3e tour (1/16)           | Rafael Nadal             | 1/4 de finale   | Andy Roddick     | 3e tour (1/16)  | Roger Federer   |
| 2010  | 1/8 de finale    | Roger Federer    | 3e tour (1/16)           | Rafael Nadal             | 1/8 de finale   | Novak Djokovic   | 1er tour (1/64) | P.-H. Mathieu   |
| 2011  | 1er tour (1/64)  | David Nalbandian | —                        | —                        | 2e tour (1/32)  | Robin Söderling  | —               | —               |
| 2012  | 1/8 de finale    | Novak Djokovic   | 1er tour (1/64)          | Blaž Kavčič              | 1er tour (1/64) | J.-W. Tsonga     | 3e tour (1/16)  | David Ferrer    |
| 2013  | 1er tour (1/64)  | Janko Tipsarević | 1er tour (1/64)          | Gilles Simon             | 2e tour (1/32)  | Dustin Brown     | 1/8 de finale   | Mikhail Youzhny |
| 2014  | 1er tour (1/64)  | Andreas Seppi    | 1er tour (1/64)          | Carlos Berlocq           | 2e tour (1/32)  | Jerzy Janowicz   | 1er tour (1/64) | Tomáš Berdych   |
| 2015  | 2e tour (1/32)   | Benjamin Becker  | —                        | —                        | 1er tour (1/64) | Jarkko Nieminen  | 2e tour (1/32)  | Bernard Tomic   |
| 2016  | 2e tour (1/32)   | David Ferrer     | —                        | —                        | —               | —                | —               | —               |

N.B. : à droite du résultat se trouve le nom de l'ultime adversaire.

### En double
| Année | Open d'Australie           | Open d'Australie           | Internationaux de France    | Internationaux de France | Wimbledon                   | Wimbledon               | US Open                  | US Open                  |
| ----- | -------------------------- | -------------------------- | --------------------------- | ------------------------ | --------------------------- | ----------------------- | ------------------------ | ------------------------ |
| 1998  | 1/8 de finale Luke Smith   | M. Bhupathi L. Paes        | —                           | —                        | —                           | —                       | —                        | —                        |
| 1999  | 2e tour (1/16) S. Draper   | T. Woodbridge M. Woodforde | —                           | —                        | 1/8 de finale R. Federer    | J. Björkman P. Rafter   | —                        | —                        |
| 2000  | 1/8 de finale S. Stolle    | W. Black A. Kratzmann      | 2e tour (1/16) P. Rafter    | P. Norval K. Ullyett     | —                           | —                       | Victoire Max Mirnyi      | E. Ferreira Rick Leach   |
| 2001  | —                          | —                          | —                           | —                        | —                           | —                       | —                        | —                        |
| 2002  | —                          | —                          | —                           | —                        | —                           | —                       | —                        | —                        |
| 2003  | —                          | —                          | —                           | —                        | —                           | —                       | —                        | —                        |
| 2004  | —                          | —                          | —                           | —                        | —                           | —                       | —                        | —                        |
| 2005  | —                          | —                          | —                           | —                        | —                           | —                       | —                        | —                        |
| 2006  | —                          | —                          | 1er tour (1/32) W. Arthurs  | M. Llodra O. Rochus      | —                           | —                       | —                        | —                        |
| 2007  | —                          | —                          | —                           | —                        | —                           | —                       | —                        | —                        |
| 2008  | —                          | —                          | 1er tour (1/32) C. Guccione | M. Granollers S. Ventura | —                           | —                       | —                        | —                        |
| 2009  | —                          | —                          | —                           | —                        | —                           | —                       | —                        | —                        |
| 2010  | —                          | —                          | —                           | —                        | —                           | —                       | —                        | —                        |
| 2011  | —                          | —                          | —                           | —                        | 1er tour (1/32) P. Luczak   | M. Bachinger F. Moser   | —                        | —                        |
| 2012  | 2e tour (1/16) P. Luczak   | Bob Bryan Mike Bryan       | —                           | —                        | 1/8 de finale C. Guccione   | S. Lipsky Rajeev Ram    | —                        | —                        |
| 2013  | —                          | —                          | —                           | —                        | 1er tour (1/32) M. Knowles  | J. Delgado M. Ebden     | —                        | —                        |
| 2014  | 1er tour (1/32) P. Rafter  | E. Butorac R. Klaasen      | 1er tour (1/32) C. Guccione | Ł. Kubot R. Lindstedt    | 1/8 de finale C. Guccione   | J. Knowle M. Melo       | —                        | —                        |
| 2015  | 2e tour (1/16) C. Guccione | J.-J. Rojer Horia Tecău    | —                           | —                        | 1/8 de finale T. Kokkinakis | J.-J. Rojer Horia Tecău | 2e tour (1/16) Sam Groth | Colin Fleming T. C. Huey |
| 2016  | 1/8 de finale Sam Groth    | V. Pospisil Jack Sock      | —                           | —                        | 2e tour (1/16) J. Thompson  | V. Pospisil Jack Sock   | —                        | —                        |

N.B. : le nom du ou de la partenaire se trouve sous le résultat ; le nom des ultimes adversaires se trouve à droite.

### En double mixte
N.B. : le nom de la partenaire se trouve sous le résultat ; le nom des ultimes adversaires se trouve à droite.

## Parcours auxMasters
| Année | Lieu     | Résultat    | Tour                     | Adversaires                                                                           | Victoire / Défaite                 | Scores                                                                     |
| ----- | -------- | ----------- | ------------------------ | ------------------------------------------------------------------------------------- | ---------------------------------- | -------------------------------------------------------------------------- |
| 2000  | Lisbonne | Round Robin | RR RR RR                 | Àlex Corretja Marat Safin Pete Sampras                                                | Défaite Défaite Victoire           | 6-3, 63-7, 3-6 4-6, 4-6 7-5, 6-0                                           |
| 2001  | Shanghai | Vainqueur   | Finale Demi-finale RR RR | Sébastien Grosjean Juan Carlos Ferrero Patrick Rafter Andre Agassi Sébastien Grosjean | Victoire Victoire Victoire         | 6-3, 6-3, 6-4 6-4, 6-3 7-5, 6-2 6-3, 6-4 3-6, 6-2, 6-3                     |
| 2002  | Shanghai | Vainqueur   | Finale Demi-finale RR RR | Juan Carlos Ferrero Roger Federer Marat Safin Carlos Moyà Albert Costa                | Victoire Victoire Défaite Victoire | 7-5, 7-5, 2-6, 2-6, 6-4 7-5, 5-7, 7-5 6-4, 2-6, 6-4 4-6, 5-7 6-2, 4-6, 6-3 |
| 2004  | Houston  | Finale      | Finale Demi-finale RR RR | Roger Federer Andy Roddick Gastón Gaudio Roger Federer Carlos Moyà                    | Défaite Victoire Défaite Victoire  | 3-6, 2-6 6-3, 6-2 6-2, 6-1 3-6, 4-6 65-7, 6-2, 6-4                         |
| 2005  | Shanghai | Forfait     | Forfait                  | Forfait                                                                               | Forfait                            | Forfait                                                                    |

## Parcours dans lesMasters 1000
| Année | Indian Wells          | Miami                    | Monte-Carlo                | Rome                      | Hambourg puis Madrid      | Canada                   | Cincinnati               | Stuttgart puis Madrid puis Shanghai | Paris                    |
| ----- | --------------------- | ------------------------ | -------------------------- | ------------------------- | ------------------------- | ------------------------ | ------------------------ | ----------------------------------- | ------------------------ |
| 1998  | 1er tour H. Dreekmann | 1er tour N. Escudé       | —                          | —                         | —                         | —                        | —                        | —                                   | —                        |
| 1999  | 2e tour K. Kučera     | 2e tour M. Philippoussis | —                          | —                         | —                         | —                        | —                        | 1er tour M. Safin                   | 1/8 de finale C. Pioline |
| 2000  | 2e tour B. Black      | 1/2 finale P. Sampras    | —                          | 1/2 finale M. Norman      | 2e tour M. Zabaleta       | 2e tour S. Grosjean      | 1er tour F. Santoro      | Finale W. Ferreira                  | —                        |
| 2001  | 1/2 finale A. Agassi  | 1/2 finale J.-M. Gambill | —                          | 1/8 de finale À. Corretja | 1/2 finale A. Portas      | 2e tour H. Arazi         | 1/2 finale P. Rafter     | 1/2 finale T. Haas                  | 2e tour N. Lapentti      |
| 2002  | Victoire T. Henman    | 1/2 finale R. Federer    | 1er tour C. Moyà           | 2e tour C. Moyà           | 1/4 de finale M. Safin    | 1er tour F. Mantilla     | Finale C. Moyà           | —                                   | Finale M. Safin          |
| 2003  | Victoire G. Kuerten   | 2e tour F. Clavet        | —                          | —                         | 1/8 de finale F. González | 2e tour M. Mirnyi        | 1er tour X. Malisse      | —                                   | —                        |
| 2004  | 3e tour J. I. Chela   | 3e tour A. Pavel         | 1/8 de finale R. Schüttler | 2e tour A. Pavel          | 1/2 finale R. Federer     | 1/8 de finale F. Santoro | Finale A. Agassi         | —                                   | 1/4 de finale M. Safin   |
| 2005  | Finale R. Federer     | —                        | —                          | —                         | —                         | 1er tour F. Serra        | 1/2 finale A. Roddick    | —                                   | —                        |
| 2006  | 3e tour T. Berdych    | 2e tour T. Henman        | —                          | —                         | —                         | 2e tour T. Johansson     | —                        | —                                   | —                        |
| 2007  | 2e tour J. Tipsarević | —                        | —                          | 1er tour Ó. Hernández     | 1/2 finale R. Nadal       | 1/4 de finale R. Federer | 1/2 finale R. Federer    | —                                   | —                        |
| 2008  | 1/8 de finale M. Fish | 2e tour J. Acasuso       | —                          | —                         | —                         | —                        | —                        | —                                   | —                        |
| 2009  | 2e tour F. González   | 2e tour G. Simon         | 1er tour M. Safin          | —                         | —                         | 1er tour J. C. Ferrero   | 1/4 de finale R. Federer | 2e tour G. Monfils                  | —                        |
| 2010  | —                     | —                        | —                          | 2e tour G. García-López   | —                         | —                        | 2e tour R. Söderling     | —                                   | —                        |
| 2011  | 1er tour Lu Y-h.      | —                        | —                          | —                         | —                         | —                        | —                        | —                                   | —                        |
| 2012  | —                     | —                        | —                          | —                         | —                         | —                        | 2e tour V. Troicki       | 1er tour R. Štěpánek                | —                        |
| 2013  | 3e tour S. Wawrinka   | 2e tour G. Simon         | —                          | —                         | —                         | —                        | —                        | 1er tour A. Seppi                   | —                        |
| 2014  | 2e tour K. Anderson   | 2e tour R. Nadal         | —                          | —                         | 1er tour S. Giraldo       | 1er tour J. Benneteau    | 2e tour F. Fognini       | —                                   | —                        |
| 2015  | —                     | 1er tour T. Bellucci     | —                          | —                         | —                         | —                        | —                        | —                                   | —                        |

N.B. : sous le résultat se trouve le nom de l’ultime adversaire.

## Confrontations avec ses principaux adversaires
Confrontations avec ses principaux adversaires depuis le début de sa carrière professionnelle lors des différents tournois ATP et rencontres de Coupe Davis (membres qui ont déjà intégré le top 10 et qu'il a rencontré au moins 5 fois). Classement par pourcentage de victoires.
| Joueur                | Meilleur classement | Confrontations | Victoires | Défaites | Pourcentage de victoires | Dernière confrontation                                          |
| --------------------- | ------------------- | -------------- | --------- | -------- | ------------------------ | --------------------------------------------------------------- |
| Novak Djokovic        | 1                   | 7              | 1         | 6        | 14                       | défaite (6-4, 5-7, 1-6) aux Jeux olympiques 2012                |
| Fernando González     | 5                   | 7              | 2         | 5        | 29                       | défaite (6-4, 2-6, 3-6) au Masters d'Indian Wells 2009          |
| Roger Federer         | 1                   | 27             | 9         | 18       | 33                       | victoire (6-1, 4-6, 6-3) à l'Open de Brisbane 2014              |
| Rafael Nadal          | 1                   | 11             | 4         | 7        | 36                       | défaite (1-6, 3-6) au Masters de Miami 2014                     |
| Andy Roddick          | 1                   | 14             | 7         | 7        | 50                       | victoire (3-6, 6-3, 6-4 ret) à l'Open d'Australie 2012          |
| David Nalbandian      | 3                   | 6              | 3         | 3        | 50                       | défaite (6-3, 4-6, 6-3, 61-7, 7-9) à l'Open d'Australie 2011    |
| Marat Safin           | 1                   | 14             | 7         | 7        | 50                       | défaite (4-6, 5-7) au Masters de Monte-Carlo 2009               |
| Andre Agassi          | 1                   | 8              | 4         | 4        | 50                       | défaite (3-6, 6-3, 2-6) au Masters de Cincinnati 2004           |
| Pete Sampras          | 1                   | 9              | 5         | 4        | 56                       | victoire (6-2, 6-4) au Masters d'Indian Wells 2002              |
| Carlos Moyà           | 1                   | 12             | 7         | 5        | 58                       | victoire (6-2, 6-4) au Masters de Cincinnati 2007               |
| Juan Carlos Ferrero   | 1                   | 10             | 6         | 4        | 60                       | défaite (1-6, 4-6) au Masters du Canada 2009                    |
| Juan Martín del Potro | 4                   | 5              | 3         | 2        | 60                       | victoire (6-4, 5-7, 3-6, 7-62, 6-1) à l'US Open 2013            |
| Robin Söderling       | 4                   | 5              | 3         | 2        | 60                       | défaite (7-65, 6-3, 5-7, 4-6, 4-6) au Tournoi de Wimbledon 2011 |
| Cédric Pioline        | 5                   | 5              | 3         | 2        | 60                       | victoire (6-4, 6-4) au Tournoi du Queen's 2000                  |
| Márcos Baghdatís      | 8                   | 5              | 3         | 2        | 60                       | victoire (1-6, 6-2, 6-0) au Tournoi de Memphis 2014             |
| Tommy Haas            | 2                   | 11             | 7         | 4        | 64                       | victoire (7-66, 6-3) à l'Open de Chine 2013                     |
| Sébastien Grosjean    | 4                   | 9              | 6         | 3        | 67                       | défaite (3-6, 4-6) au Tournoi du Queen's 2003                   |
| John Isner            | 9                   | 6              | 4         | 2        | 67                       | défaite (4-6, 6-4, 65-7) au Classic d'Atlanta 2013              |
| Magnus Norman         | 2                   | 6              | 4         | 2        | 67                       | victoire (6-4, 6-1) au Masters de Cincinnati 2001               |
| Mikhail Youzhny       | 8                   | 7              | 5         | 2        | 71                       | défaite (3-6, 6-3, 7-63, 4-6, 5-7) à l'US Open 2013             |
| Albert Costa          | 6                   | 7              | 6         | 1        | 86                       | victoire (6-1, 6-2, 6-1) à l'US Open 2005                       |
| Thomas Enqvist        | 4                   | 7              | 6         | 1        | 86                       | victoire (6-4, 6-2, 5-7, 6-4) à la Coupe Davis 2003             |
| Arnaud Clément        | 10                  | 8              | 7         | 1        | 88                       | défaite (61-7, 4-6) au Classic de Washington 2006               |
| Ievgueni Kafelnikov   | 1                   | 8              | 7         | 1        | 88                       | victoire (6-3, 6-2) au Masters d'Indian Wells 2003              |
| James Blake           | 4                   | 9              | 8         | 1        | 89                       | victoire (3-6, 6-1, 6-4) au Tournoi de Memphis 2009             |
| Tim Henman            | 4                   | 10             | 9         | 1        | 90                       | victoire (6-3, 3-6, 6-2) au Tournoi du Queen's 2006             |

## Classement ATP en fin de saison
| Année | 1998 | 1999 | 2000 | 2001 | 2002 | 2003 | 2004 | 2005 | 2006 | 2007 | 2008 | 2009 | 2010 | 2011 | 2012 | 2013 | 2014 | 2015 |
| Rang  | 113  | 22   | 7    | 1    | 1    | 17   | 3    | 4    | 20   | 21   | 67   | 22   | 54   | 187  | 82   | 61   | 50   | 305  |

Source : (en) Classements de Palmarès et statistiques de Lleyton Hewitt sur le site officiel de la Fédération internationale de tennis

## Résumé des gains annuels
Ci-dessous est établi un tableau récapitulatif des gains en tournoi de Lleyton Hewitt (au 30 novembre 2015).

| Année    | Gains en simple | Gains en double | Total gains tournois ($) | Rang |
| -------- | --------------- | --------------- | ------------------------ | ---- |
| 1998     | 111 378         | 15 312          | 126 390                  | -    |
| 1999     | 387 475         | 24 296          | 411 771                  | 54   |
| 2000     | 1 380 938       | 261 634         | 1 642 572                | 8    |
| 2001     | 3 989 918       | 55 700          | 4 045 618                | 1    |
| 2002     | 4 600 196       | 19 190          | 4 619 386                | 1    |
| 2003     | 858 198         | 15 400          | 873 598                  | 15   |
| 2004     | 2 762 354       | 3 697           | 2 766 051                | 2    |
| 2005     | 1 456 480       | 2 957           | 1 491 474                | 8    |
| 2006     | 642 425         | 4 255           | 646 680                  | 27   |
| 2007     | 652 200         | 9 875           | 662 075                  | 30   |
| 2008     | 346 893         | 10 983          | 357 876                  | 86   |
| 2009     | 675 962         | 6 985           | 682 947                  | 35   |
| 2010     | 492 152         | 39 514          | 531 666                  | 59   |
| 2011     | 147 443         | 13 300          | 160 743                  | 156  |
| 2012     | 340 111         | 25 509          | 365 620                  | 87   |
| 2013     | 522 857         | 25 997          | 548 854                  | 63   |
| 2014     | 477 980         | 55 972          | 533 952                  | 71   |
| 2015     | 212 068         | 52 212          | 264 280                  | 130  |
| Carrière | 20 073 909      | 643 246         | 20 717 155               | 13   |

## Récompenses
Lleyton Hewitt a reçu de nombreux prix au cours de sa carrière, par des instances officielles (ATP) comme officieuses (médias, fondations), en vertu à la fois de ses résultats sportifs et de sa personnalité (fair-play, disponibilité envers les médias).

### Pour ses résultats sportifs
- Joueur de l'année en 2001 et 2002 par l'ATP lors des ATP Awards ;
- Champion du monde de tennis en 2001 et 2002 par l'ITF ;
- Meilleur joueur de tennis en 2002 par ESPN lors des ESPY Awards[23] ;
- Médaille Newcombe du Meilleur joueur de tennis Australien de l'année en 2013 lors de la Newcombe Medal[24].